# 천안축구센터

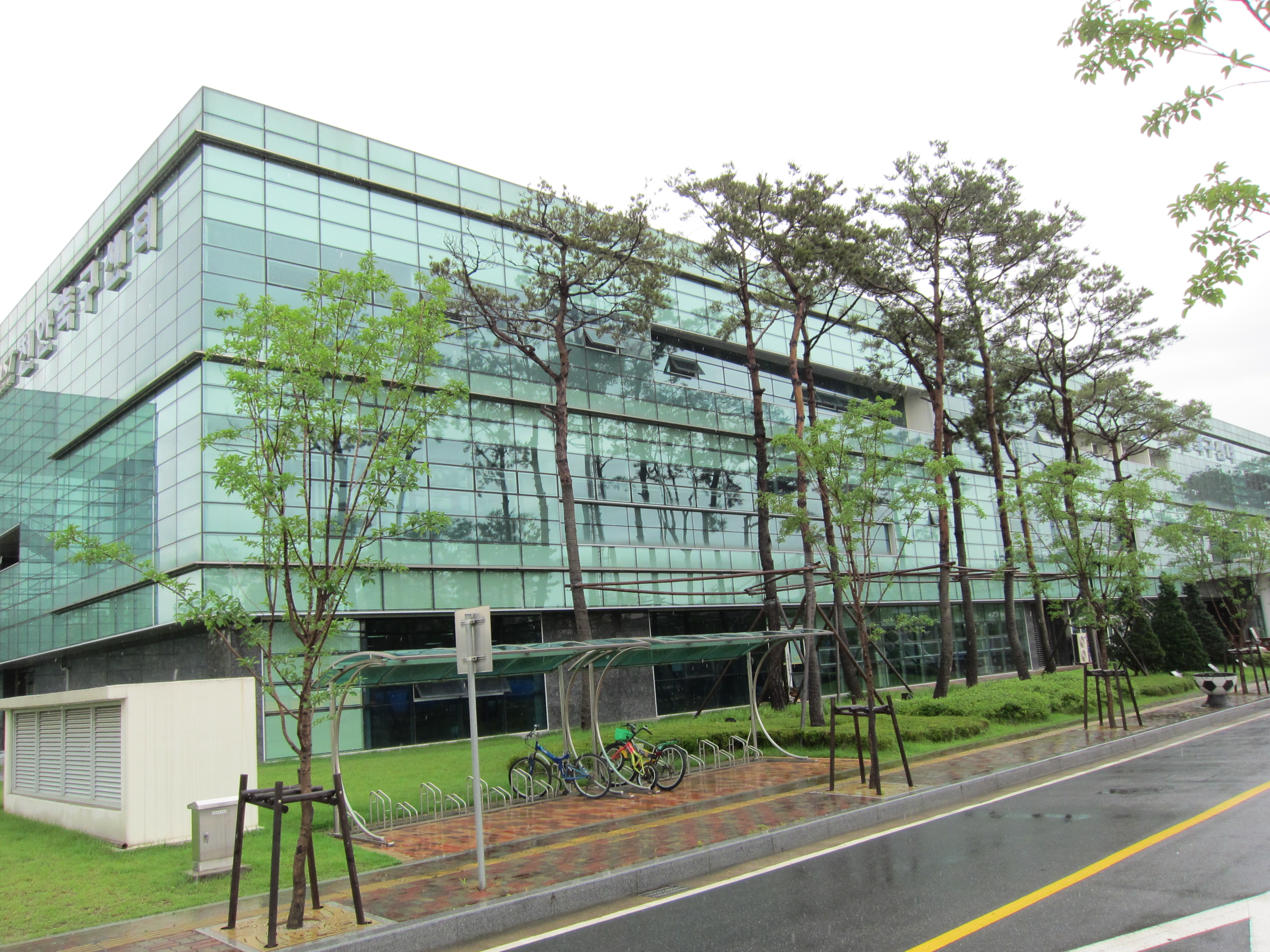
천안축구센터 전경

천안축구센터(天安蹴球센터, Cheonan Football Center)는 대한민국 충청남도 천안시에 있는 스포츠 시설이다. 천연잔디 필드가 갖춰진 주경기장과 보조경기장, 인조잔디 경기장 3면이 갖춰져 있다. 천안시청 축구단(천안시축구단)의 홈구장이었지만 지금은 클럽하우스로 사용되고 있다.

## 역사
2004년 12월 국민체육진흥공단이 2002년 FIFA 월드컵의 잉여금 중 일부 지원해 중부, 영남, 호남 등 전국 3개 권역에 건립할 축구센터의 중부권 사업지로 선정됐다. 천안직결선과 예전 안성선의 선로 중간에 있는 19만 1238m2 땅에  총사업비 1275억원 중 월드컵잉여금 125억원 ,시도비 1150억원을 투입해 2006년에 착공, 2008년에 준공하였고, 이듬해 2월에 개장하였다.

## 시설
천연구장이 2개소, 인조구장이 3개소 설치되어 있으며, 주경기장에는 약 3,000명이 관람할 수 있도록 좌석이 설치되어 있다. 구장 이외에도 시민들이 여가를 즐길 수 있도록 약 1,500m의 자전거 도로와 산책로, 간이체육시설 등을 갖추고 있다.

## 참고 문헌
- 〈천안축구센터〉. 《한국향토문화전자대전》. 한국학중앙연구원.[깨진 링크(과거 내용 찾기)]
- 《전국 공공체육 시설 현황 (2017년말 기준)》. 대한민국 문화체육관광부. 2019.

## 같이 보기
- 천안축구센터 보조경기장
- 천안종합운동장
- 천안오룡경기장